# Sleazey Catz
Sleazey Catz war eine Schweizer Party-Rockband mit Sitz in Frauenfeld, die 1992 gegründet und 2003 aufgelöst wurde.
Die Band wurde vor allem durch ihre Rockversion des Volksliedes S'Vogellisi und ihrer Eigenkomposition De Walserblues bekannt. Im Laufe ihrer Karriere traten sie auf hunderten von Anlässen in der ganzen Schweiz auf. Sie waren auch die offizielle Hausband der Erlebnis-Gastronomiekette Villa Wahnsinn. Sleazey Catz bestanden aus dem Sänger Marcel Brändli, dem Gitarristen Mike Haller, dem Bassisten Thomy Sprenger und dem Schlagzeuger Andi Kurz. 1999 übernahm Markus Bernhard das Schlagzeug und blieb der Band treu. Nach verschiedenen Keyboardern kam 1999 Roly Aeschlimann dazu, der bis zum Schluss dabei war.
Am 24. Mai 2013 gab die Band nach zehn Jahren Pause in der Villa Wahnsinn in St. Gallen ein Revival-Konzert. Die Besetzung bestand aus Marcel Brändli (Gesang), Nataly Bernhard u. Madelaine Rascher (Chorus), Markus Bernhard (Schlagzeug), Tommy Sprenger (Bass), Mike Haller (Gitarre) und Roland Aeschlimann (Keyboard).

## Diskografie
- 1992: Sleazey Catz
- 1994: Helvetia
- 1995: Villa Wahnsinn (Maxi-CD)[3]
- 2001: Land of Smile (Maxi-CD)